# Podregion Kuopio
Podregion Kuopio (fiń. Kuopion seutukunta) – podregion w Finlandii, w regionie Pohjois-Savo.
W skład podregionu wchodzą gminy:
- Kuopio,
- Siilinjärvi.